# حزقيال ألبرتو راميريز
حزقيال ألبرتو راميريز (بالإسبانية: Juan Alberto Ramírez)‏ هو لاعب كرة قدم مكسيكي، ولد في 6 نوفمبر 1992 في مدينة فيراكروز في المكسيك. لعب مع Lobos BUAP ‏.